# Gitanopsis petulans
Gitanopsis petulans is een vlokreeftensoort uit de familie van de Amphilochidae. De wetenschappelijke naam van de soort is voor het eerst geldig gepubliceerd in 1980 door G. Karaman.